# Samsung Galaxy A8s
El Samsung Galaxy A8s es un teléfono inteligente Android de gama media producido por Samsung Electronics como parte de la serie Samsung Galaxy A. Se anunció el 10 de diciembre de 2018 principalmente para el mercado chino. También se vende como Samsung Galaxy A9 Pro (2019) en Corea del Sur.
El A8s es un teléfono inteligente con triple cámara producido por Samsung, que cuenta con 3 cámaras diferentes en la parte trasera. Cuenta con una pantalla IPS LCD FHD+ Infinity-O de 6,4 pulgadas sin notch. Se perfora un orificio circular en la esquina superior izquierda de la pantalla para la cámara frontal, promocionado como Infinity-O Display. También es el primer teléfono inteligente Samsung que no incluye un conector para auriculares.

## Especificaciones
El A8s cuenta con una pantalla LCD Full HD+ IPS de 6,4 pulgadas con una relación de aspecto de 19,5:9. A diferencia de los teléfonos anteriores de la serie A de Samsung, este dispositivo utiliza un panel LCD normal en lugar de una pantalla AMOLED. La nueva pantalla Infinity-O presenta una pantalla completa de borde a borde con un orificio redondo de 6,7 mm perforado en la esquina superior izquierda para la cámara frontal.
La configuración de la cámara triple cuenta con un sensor principal de 24MP f/1.7 para fotografía normal, un sensor de teleobjetivo de 10MP f/2.4 con zoom óptico y un sensor de profundidad de 5MP para efectos como el bokeh. La cámara frontal es un sensor de 24MP f/2.0 en un orificio perforado en la pantalla.
Ejecuta Android 8.0 "Oreo" con Samsung Experience 9.0 respectivamente listo para usar, sin embargo, se puede actualizar a Android 9.0 "Pie". El teléfono inteligente cuenta con un Qualcomm Snapdragon 710 SoC actualizado que consta de 2 kyro 460 de 2,2 GHz de rendimiento y 6 kyro 360 de 1,7 GHz eficientes respaldados por una nueva GPU Adreno 616 y 6 deportivos GB/8 GB de RAM y 128 GB de almacenamiento interno, ampliable a 512 GB a través de una ranura para tarjeta MicroSD, a través de una ranura dedicada para tarjeta SD.

## Disponibilidad
Luego de la presentación, Samsung anunció que el dispositivo saldría la venta solo en el mercado chino, sin anunciar su lanzamiento en otros países. Sin embargo, el 25 de enero de 2019, el teléfono se anunció en Corea del Sur como Galaxy A9 Pro.